# Liste der Nummer-eins-Hits in Dänemark (2014)
Dies ist eine Liste der Nummer-eins-Hits in Dänemark im Jahr 2014. Sie basiert auf den offiziellen Album Top-40 und Track Top-40, die im Auftrag von IFPI Danmark erstellt werden.

## Singles
| ← 2013 ← | Liste der Nummer-eins-Hits in Dänemark | Liste der Nummer-eins-Hits in Dänemark  | Liste der Nummer-eins-Hits in Dänemark | 2015 → |
| \| Zeitraum \| Wo. ges. \| Interpret \| Titel Autor(en) \| Zusätzliche Informationen \| \| (Zeitraum, Wochen auf Platz eins, Interpret, Titel, Autor[en], zusätzliche Informationen) \| \| \| \| \| \| ----------------------------------------------------------------------------------------- \| -------- \| --------------------------------------- \| ------------------------------------------------------------------------------------------------------------------------------------------------------------------- \| --------------------------------------------------------------------------------------------------------------------------------------------------------------------------------------------------------------------------------------------------------------- \| \| 27. Dezember 2013 – 2. Januar 2014 1 Woche (insgesamt 2) \| 2 \| Mads Langer \| I en stjerneregn af sne Mads Langer \| – \| \| 3. Januar 2014 – 9. Januar 2014 1 Woche \| 1 \| Rasmus Seebach \| Sandstorm Rasmus Seebach, Nicolai Seebach, Lars Ankerstjerne \| – \| \| 10. Januar 2014 – 16. Januar 2014 1 Woche \| 1 \| Pitbull feat. Kesha \| Timber Lukasz Gottwald, Henry Walter, Kesha Sebert, Armando C. Pérez, Priscilla Hamilton, Jamie Sanderson, Breyan Stanley Isaac, Lee Oskar, Keri Oskar, Greg Errico \| – \| \| 7. Januar 2014 – 23. Januar 2014 2 Wochen \| 2 \| L.O.C. \| Marquis Liam O’Connor, Esben Thornhal \| Trotz einer langen Karriere und vielen Topalben ist es nach Helt min egen 2012 erst der zweite Nummer-eins-Hit in den Singlecharts für den dänisch-irischen Rapper. \| \| 24. Januar 2014 – 13. Februar 2014 3 Wochen (insgesamt 5) \| 5 \| Pharrell Williams \| Happy Pharrell Williams \| – \| \| 14. Februar 2014 – 6. März 2014 3 Wochen (insgesamt 4) \| 4 \| Medina \| Jalousi Musik: Thor Nørgaard, Mads Møller, Theis Andersen; Text: Medina Valbak \| – \| \| 7. März 2014 – 20. März 2014 2 Wochen (insgesamt 5) \| 5 \| Pharrell Williams \| Happy Pharrell Williams \| – \| \| 21. März 2014 – 3. April 2014 2 Wochen (insgesamt 5) \| 5 \| Hedegaard \| Happy Home Musik: Rasmus Hedegaard; Text: Lukas Forchhammer \| – \| \| 4. April 2014 – 10. April 2014 1 Woche \| 1 \| Anthony Jasmin \| Do Ya Musik: Thor Nørgaard, Mads Møller; Text: Engelina Andrina Larsen, Ilanguaq Lumholt \| Anthony Lopez und Jasmin Dahl gewannen 2014 gemeinsam die dänische Ausgabe der Castingshow X-Factor mit diesem Finalsong \| \| 11. April 2014 – 17. April 2014 1 Woche (insgesamt 4) \| 4 \| Medina \| Jalousi Musik: Thor Nørgaard, Mads Møller, Theis Andersen; Text: Medina Valbak \| – \| \| 18. April 2014 – 8. Mai 2014 3 Wochen (insgesamt 5) \| 5 \| Hedegaard \| Happy Home Musik: Rasmus Hedegaard; Text: Lukas Forchhammer \| – \| \| 9. Mai 2014 – 15. Mai 2014 1 Woche \| 1 \| Michael Jackson feat. Justin Timberlake \| Love Never Felt So Good Michael Jackson, Paul Anka \| – \| \| 16. Mai 2014 – 22. Mai 2014 1 Woche \| 1 \| Brandon Beal feat. Christopher \| Twerk It Like Miley Musik: Rasmus Hedegaard; Text: Brandon Beal, Christopher Nissen \| – \| \| 23. Mai 2014 – 29. Mai 2014 1 Woche \| 1 \| Emmelie de Forest \| Rainmaker Jakob Glæsner, Emmelie de Forest, Frederik Sonefors \| Zwei Wochen nach dem ESC in Kopenhagen schaffte es jener Song, den die Vorjahressiegerin als Interval-Act vortrug, an die Chartspitze. Für sie ist es der zweite Nummer-eins-Hit in Dänemark nach Only Teardrops. \| \| 30. Mai 2014 – 26. Juni 2014 4 Wochen \| 4 \| Joey Moe \| Million Kasper Larsen, Ole Brodersen, Joey Moe \| – \| \| 26. Juni 2014 – 3. Juli 2014 1 Woche \| 1 \| Burhan G feat. L.O.C. \| Karma Burhan Genc Koc, Lars Ankerstjerne, Liam O’Connor \| – \| \| 4. Juli 2014 – 14. August 2014 6 Wochen \| 6 \| Lukas Graham \| Mama Said Morten Ristorp, Stefan Forrest, Lukas Forchhammer \| – \| \| 15. August 2014 – 28. August 2014 2 Wochen \| 2 \| Lilly Wood & the Prick and Robin Schulz \| Prayer in C (Robin Schulz Remix) Nili Hadida, Benjamin Cotto \| – \| \| 29. August 2014 – 4. September 2014 1 Woche (insgesamt 5) \| 5 \| Meghan Trainor \| All About That Bass Kevin Kadish, Meghan Trainor \| – \| \| 5. September 2014 – 11. September 2014 1 Woche \| 1 \| Medina \| Giv slip Mads Møller, Thor Nørgaard, Medina Valbak \| – \| \| 12. September 2014 – 18. September 2014 1 Woche \| 1 \| Barbara Moleko \| Indianer Text: Anne Dorte Michelsen, Musik: Michael Bruun \| Coverversion des Lieds von Anne Dorte Michelsen aus der Show Toppen af poppen, der dänischen Ausgabe von Sing meinen Song – Das Tauschkonzert. \| \| 19. September 2014 – 9. Oktober 2014 3 Wochen (insgesamt 5) \| 5 \| Meghan Trainor \| All About That Bass Kevin Kadish, Meghan Trainor \| – \| \| 10. Oktober 2014 – 16. Oktober 2014 1 Woche \| 1 \| One Direction \| Steal My Girl Wayne Hector, John Ryan, Julian Bunetta, Ed Drewett, Liam Payne, Louis Tomlinson \| – \| \| 17. Oktober 2014 – 23. Oktober 2014 1 Woche \| 1 \| AronChupa \| I’m an Albatraoz Aron Ekberg \| – \| \| 24. Oktober 2014 – 30. Oktober 2014 1 Woche (insgesamt 5) \| 5 \| Meghan Trainor \| All About That Bass Kevin Kadish, Meghan Trainor \| – \| \| 31. Oktober 2014 – 6. November 2014 1 Woche (insgesamt 3) \| 3 \| Christopher feat. Brandon Beal \| CPH Girls Fridolin Nordsø, Frederik Nordsø, Christopher Nissen, Brandon Beal \| – \| \| 7. November 2014 – 13. November 2014 1 Woche \| 1 \| Kesi \| Søvnløs Oliver Chambuso, Mass Ebdrup, Jens Ole McCoy, Don Stefano \| – \| \| 14. November 2014 – 20. November 2014 1 Woche \| 1 \| Medina \| Når intet er godt nok Musik: Thor Nørgaard, Mads Møller; Text: Medina Valbak \| Zum dritten Mal nach 2009 und 2011 schafft es Medina, innerhalb eines Jahres mit drei Songs auf Platz eins zu kommen. Insgesamt ist es die zehnte Nummer-eins-Single für die Dancepop-Sängerin aus Aarhus, an drei weiteren war sie als Gastsängerin beteiligt. \| \| 21. November 2014 – 4. Dezember 2014 2 Wochen (insgesamt 3) \| 3 \| Christopher feat. Brandon Beal \| CPH Girls Fridolin Nordsø, Frederik Nordsø, Christopher Nissen, Brandon Beal \| – \| \| 5. Dezember 2014 – 11. Dezember 2014 1 Woche \| 1 \| Ed Sheeran \| Thinking Out Loud Ed Sheeran, Amy Wadge \| – \| \| 12. Dezember 2014 – 19. Februar 2015 10 Wochen \| 10 \| Omi \| Cheerleader (Felix Jaehn Remix) Omar Samuel Pasley, Clifton Dillon, Mark Bradford, Ryan Dillon, Sly Dunbar \| – \| |                                        |                                         | | |
| ← 2013 |                                        |                                         | | → 2015 → |
| Zeitraum | Wo. ges.                               | Interpret                               | Titel Autor(en) | Zusätzliche Informationen |
| (Zeitraum, Wochen auf Platz eins, Interpret, Titel, Autor[en], zusätzliche Informationen) |                                        |                                         | | |
| 27. Dezember 2013 – 2. Januar 2014 1 Woche (insgesamt 2) | 2                                      | Mads Langer                             | I en stjerneregn af sne Mads Langer | – |
| 3. Januar 2014 – 9. Januar 2014 1 Woche | 1                                      | Rasmus Seebach                          | Sandstorm Rasmus Seebach, Nicolai Seebach, Lars Ankerstjerne | – |
| 10. Januar 2014 – 16. Januar 2014 1 Woche | 1                                      | Pitbull feat. Kesha                     | Timber Lukasz Gottwald, Henry Walter, Kesha Sebert, Armando C. Pérez, Priscilla Hamilton, Jamie Sanderson, Breyan Stanley Isaac, Lee Oskar, Keri Oskar, Greg Errico | – |
| 7. Januar 2014 – 23. Januar 2014 2 Wochen | 2                                      | L.O.C.                                  | Marquis Liam O’Connor, Esben Thornhal | Trotz einer langen Karriere und vielen Topalben ist es nach Helt min egen 2012 erst der zweite Nummer-eins-Hit in den Singlecharts für den dänisch-irischen Rapper.                                                                                             |
| 24. Januar 2014 – 13. Februar 2014 3 Wochen (insgesamt 5) | 5                                      | Pharrell Williams                       | Happy Pharrell Williams | – |
| 14. Februar 2014 – 6. März 2014 3 Wochen (insgesamt 4) | 4                                      | Medina                                  | Jalousi Musik: Thor Nørgaard, Mads Møller, Theis Andersen; Text: Medina Valbak                                                                                      | – |
| 7. März 2014 – 20. März 2014 2 Wochen (insgesamt 5) | 5                                      | Pharrell Williams                       | Happy Pharrell Williams | – |
| 21. März 2014 – 3. April 2014 2 Wochen (insgesamt 5) | 5                                      | Hedegaard                               | Happy Home Musik: Rasmus Hedegaard; Text: Lukas Forchhammer | – |
| 4. April 2014 – 10. April 2014 1 Woche | 1                                      | Anthony Jasmin                          | Do Ya Musik: Thor Nørgaard, Mads Møller; Text: Engelina Andrina Larsen, Ilanguaq Lumholt                                                                            | Anthony Lopez und Jasmin Dahl gewannen 2014 gemeinsam die dänische Ausgabe der Castingshow X-Factor mit diesem Finalsong |
| 11. April 2014 – 17. April 2014 1 Woche (insgesamt 4) | 4                                      | Medina                                  | Jalousi Musik: Thor Nørgaard, Mads Møller, Theis Andersen; Text: Medina Valbak                                                                                      | – |
| 18. April 2014 – 8. Mai 2014 3 Wochen (insgesamt 5) | 5                                      | Hedegaard                               | Happy Home Musik: Rasmus Hedegaard; Text: Lukas Forchhammer | – |
| 9. Mai 2014 – 15. Mai 2014 1 Woche | 1                                      | Michael Jackson feat. Justin Timberlake | Love Never Felt So Good Michael Jackson, Paul Anka | – |
| 16. Mai 2014 – 22. Mai 2014 1 Woche | 1                                      | Brandon Beal feat. Christopher          | Twerk It Like Miley Musik: Rasmus Hedegaard; Text: Brandon Beal, Christopher Nissen                                                                                 | – |
| 23. Mai 2014 – 29. Mai 2014 1 Woche | 1                                      | Emmelie de Forest                       | Rainmaker Jakob Glæsner, Emmelie de Forest, Frederik Sonefors | Zwei Wochen nach dem ESC in Kopenhagen schaffte es jener Song, den die Vorjahressiegerin als Interval-Act vortrug, an die Chartspitze. Für sie ist es der zweite Nummer-eins-Hit in Dänemark nach Only Teardrops.                                               |
| 30. Mai 2014 – 26. Juni 2014 4 Wochen | 4                                      | Joey Moe                                | Million Kasper Larsen, Ole Brodersen, Joey Moe | – |
| 26. Juni 2014 – 3. Juli 2014 1 Woche | 1                                      | Burhan G feat. L.O.C.                   | Karma Burhan Genc Koc, Lars Ankerstjerne, Liam O’Connor | – |
| 4. Juli 2014 – 14. August 2014 6 Wochen | 6                                      | Lukas Graham                            | Mama Said Morten Ristorp, Stefan Forrest, Lukas Forchhammer | – |
| 15. August 2014 – 28. August 2014 2 Wochen | 2                                      | Lilly Wood & the Prick and Robin Schulz | Prayer in C (Robin Schulz Remix) Nili Hadida, Benjamin Cotto | – |
| 29. August 2014 – 4. September 2014 1 Woche (insgesamt 5) | 5                                      | Meghan Trainor                          | All About That Bass Kevin Kadish, Meghan Trainor | – |
| 5. September 2014 – 11. September 2014 1 Woche | 1                                      | Medina                                  | Giv slip Mads Møller, Thor Nørgaard, Medina Valbak | – |
| 12. September 2014 – 18. September 2014 1 Woche | 1                                      | Barbara Moleko                          | Indianer Text: Anne Dorte Michelsen, Musik: Michael Bruun | Coverversion des Lieds von Anne Dorte Michelsen aus der Show Toppen af poppen, der dänischen Ausgabe von Sing meinen Song – Das Tauschkonzert. |
| 19. September 2014 – 9. Oktober 2014 3 Wochen (insgesamt 5) | 5                                      | Meghan Trainor                          | All About That Bass Kevin Kadish, Meghan Trainor | – |
| 10. Oktober 2014 – 16. Oktober 2014 1 Woche | 1                                      | One Direction                           | Steal My Girl Wayne Hector, John Ryan, Julian Bunetta, Ed Drewett, Liam Payne, Louis Tomlinson                                                                      | – |
| 17. Oktober 2014 – 23. Oktober 2014 1 Woche | 1                                      | AronChupa                               | I’m an Albatraoz Aron Ekberg | – |
| 24. Oktober 2014 – 30. Oktober 2014 1 Woche (insgesamt 5) | 5                                      | Meghan Trainor                          | All About That Bass Kevin Kadish, Meghan Trainor | – |
| 31. Oktober 2014 – 6. November 2014 1 Woche (insgesamt 3) | 3                                      | Christopher feat. Brandon Beal          | CPH Girls Fridolin Nordsø, Frederik Nordsø, Christopher Nissen, Brandon Beal                                                                                        | – |
| 7. November 2014 – 13. November 2014 1 Woche | 1                                      | Kesi                                    | Søvnløs Oliver Chambuso, Mass Ebdrup, Jens Ole McCoy, Don Stefano                                                                                                   | – |
| 14. November 2014 – 20. November 2014 1 Woche | 1                                      | Medina                                  | Når intet er godt nok Musik: Thor Nørgaard, Mads Møller; Text: Medina Valbak                                                                                        | Zum dritten Mal nach 2009 und 2011 schafft es Medina, innerhalb eines Jahres mit drei Songs auf Platz eins zu kommen. Insgesamt ist es die zehnte Nummer-eins-Single für die Dancepop-Sängerin aus Aarhus, an drei weiteren war sie als Gastsängerin beteiligt. |
| 21. November 2014 – 4. Dezember 2014 2 Wochen (insgesamt 3) | 3                                      | Christopher feat. Brandon Beal          | CPH Girls Fridolin Nordsø, Frederik Nordsø, Christopher Nissen, Brandon Beal                                                                                        | – |
| 5. Dezember 2014 – 11. Dezember 2014 1 Woche | 1                                      | Ed Sheeran                              | Thinking Out Loud Ed Sheeran, Amy Wadge | – |
| 12. Dezember 2014 – 19. Februar 2015 10 Wochen | 10                                     | Omi                                     | Cheerleader (Felix Jaehn Remix) Omar Samuel Pasley, Clifton Dillon, Mark Bradford, Ryan Dillon, Sly Dunbar                                                          | – |

## Alben
| ← 2013 ← | Liste der Nummer-eins-Hits in Dänemark | Liste der Nummer-eins-Hits in Dänemark | Liste der Nummer-eins-Hits in Dänemark | 2015 → |
| \| Zeitraum \| Wo. ges. \| Interpret \| Titel \| Zusätzliche Informationen \| \| (Zeitraum, Wochen auf Platz eins, Interpret, Titel, zusätzliche Informationen) \| \| \| \| \| \| ------------------------------------------------------------------------------ \| -------- \| -------------------------- \| --------------------------- \| ---------------------------------------------------------------------------------------------------------------------------------------------------------------------------------------------------------- \| \| 13. Dezember 2013 – 23. Januar 2014 6 Wochen (insgesamt 17) \| 17 \| Rasmus Seebach \| Ingen kan love dig i morgen \| – \| \| 24. Januar 2014 – 6. Februar 2014 2 Wochen \| 2 \| Bruce Springsteen \| High Hopes \| – \| \| 7. Februar 2014 – 13. Februar 2014 1 Woche \| 1 \| L.O.C. \| Sakrilegium \| Mit dem achten Album seit 2001 erreicht der dänische Rapper zum fünften Mal die Chartspitze. \| \| 14. Februar 2014 – 6. März 2014 3 Wochen (insgesamt 17) \| 17 \| Rasmus Seebach \| Ingen kan love dig i morgen \| – \| \| 7. März 2014 – 13. März 2014 1 Woche \| 1 \| Poul Krebs \| Asfalt \| – \| \| 14. März 2014 – 20. März 2014 1 Woche \| 1 \| Pharrell Williams \| Girl \| – \| \| 21. März 2014 – 15. Mai 2014 8 Wochen \| 8 \| (Verschiedene Interpreten) \| Melodi Grand Prix 2014 \| Seit Chartbeginn 2001 erfüllt der Sampler zum populären Musikwettbewerb jedes Jahr das Versprechen auf Platz 1 und eines der erfolgreichsten Alben des Jahres. \| \| 16. Mai 2014 – 29. Mai 2014 2 Wochen \| 2 \| Michael Jackson \| Xscape \| – \| \| 30. Mai 2014 – 19. Juni 2014 3 Wochen \| 3 \| Coldplay \| Ghost Stories \| – \| \| 20. Juni 2014 – 26. Juni 2014 1 Woche \| 1 \| Jack White \| Lazaretto \| – \| \| 27. Juni 2014 – 3. Juli 2014 1 Woche \| 1 \| Lana Del Rey \| Ultraviolence \| – \| \| 4. Juli 2014 – 10. Juli 2014 1 Woche (insgesamt 8) \| 8 \| Ed Sheeran \| × \| – \| \| 11. Juli 2014 – 17. Juli 2014 1 Woche \| 1 \| 5 Seconds of Summer \| 5 Seconds of Summer \| – \| \| 18. Juli 2014 – 24. Juli 2014 1 Woche \| 1 \| L.I.G.A \| L.I.G.A \| – \| \| 25. Juli 2014 – 7. August 2014 2 Wochen (insgesamt 17) \| 17 \| Rasmus Seebach \| Ingen kan love dig i morgen \| – \| \| 8. August 2014 – 14. August 2014 1 Woche (insgesamt 2) \| 2 \| Eric Clapton & Friends \| The Breeze \| – \| \| 15. August 2014 – 28. August 2014 2 Wochen (insgesamt 17) \| 17 \| Rasmus Seebach \| Ingen kan love dig i morgen \| – \| \| 29. August 2014 – 4. September 2014 1 Woche (insgesamt 2) \| 2 \| Eric Clapton & Friends \| The Breeze \| – \| \| 5. September 2014 – 18. September 2014 2 Wochen \| 2 \| Tina Dickow \| Whispers \| Zum fünften Mal seit 2005 steht die Sängerin aus Aarhus an der Spitze der dänischen Albumcharts. Im deutschsprachigen Raum, wo sie als Tina Dico bekannt ist, ist Whispers ihr erfolgreichstes Album. \| \| 19. September 2014 – 25. September 2014 1 Woche \| 1 \| Suspekt \| V \| Das fünfte Album der Hip-Hop-Gruppe aus Kopenhagen ist ihr zweites Nummer-eins-Album in Folge. \| \| 26. September 2014 – 2. Oktober 2014 1 Woche \| 1 \| Joey Moe \| Joey \| Bereits zwei Nummer-eins-Lieder hat der R&B- und Popsänger vorzuweisen, mit dem siebten Album seit 2006 schafft er es erstmals auch in den Albumcharts auf den Spitzenplatz. \| \| 3. Oktober 2014 – 30. Oktober 2014 4 Wochen \| 4 \| Leonard Cohen \| Popular Problems \| – \| \| 31. Oktober 2014 – 6. November 2014 1 Woche \| 1 \| Rasmus Walter \| Verden i stå \| – \| \| 7. November 2014 – 13. November 2014 1 Woche \| 1 \| Kandis \| Kandis 16 \| Die Dansband, die ihre Alben konsequent durchnummeriert, steht zum vierten Mal seit 2001 auf Platz 1. Im Jahr zuvor hatten sie ihr 25-jähriges Jubiläum gefeiert, allerdings nur mit einem Nummer-3-Album. \| \| 14. November 2014 – 20. November 2014 1 Woche \| 1 \| Lars H. U. G. \| 10 sekunders stilhed \| Fast genau zehn Jahre sind vergangen seit dem letzten Charteintritt des Rockmusikers aus Kopenhagen. Zuvor war seine beste Platzierung Nummer zwei. \| \| 21. November 2014 – 27. November 2014 1 Woche \| 1 \| Pink Floyd \| The Endless River \| – \| \| 28. November 2014 – 11. Dezember 2014 2 Wochen \| 2 \| One Direction \| Four \| – \| \| 12. Dezember 2014 – 8. Januar 2015 4 Wochen \| 4 \| AC/DC \| Rock or Bust \| – \| |                                        |                                        |                                        | |
| ← 2013 |                                        |                                        |                                        | → 2015 → |
| Zeitraum | Wo. ges.                               | Interpret                              | Titel                                  | Zusätzliche Informationen |
| (Zeitraum, Wochen auf Platz eins, Interpret, Titel, zusätzliche Informationen) |                                        |                                        |                                        | |
| 13. Dezember 2013 – 23. Januar 2014 6 Wochen (insgesamt 17) | 17                                     | Rasmus Seebach                         | Ingen kan love dig i morgen            | – |
| 24. Januar 2014 – 6. Februar 2014 2 Wochen | 2                                      | Bruce Springsteen                      | High Hopes                             | – |
| 7. Februar 2014 – 13. Februar 2014 1 Woche | 1                                      | L.O.C.                                 | Sakrilegium                            | Mit dem achten Album seit 2001 erreicht der dänische Rapper zum fünften Mal die Chartspitze. |
| 14. Februar 2014 – 6. März 2014 3 Wochen (insgesamt 17) | 17                                     | Rasmus Seebach                         | Ingen kan love dig i morgen            | – |
| 7. März 2014 – 13. März 2014 1 Woche | 1                                      | Poul Krebs                             | Asfalt                                 | – |
| 14. März 2014 – 20. März 2014 1 Woche | 1                                      | Pharrell Williams                      | Girl                                   | – |
| 21. März 2014 – 15. Mai 2014 8 Wochen | 8                                      | (Verschiedene Interpreten)             | Melodi Grand Prix 2014                 | Seit Chartbeginn 2001 erfüllt der Sampler zum populären Musikwettbewerb jedes Jahr das Versprechen auf Platz 1 und eines der erfolgreichsten Alben des Jahres.                                             |
| 16. Mai 2014 – 29. Mai 2014 2 Wochen | 2                                      | Michael Jackson                        | Xscape                                 | – |
| 30. Mai 2014 – 19. Juni 2014 3 Wochen | 3                                      | Coldplay                               | Ghost Stories                          | – |
| 20. Juni 2014 – 26. Juni 2014 1 Woche | 1                                      | Jack White                             | Lazaretto                              | – |
| 27. Juni 2014 – 3. Juli 2014 1 Woche | 1                                      | Lana Del Rey                           | Ultraviolence                          | – |
| 4. Juli 2014 – 10. Juli 2014 1 Woche (insgesamt 8) | 8                                      | Ed Sheeran                             | ×                                      | – |
| 11. Juli 2014 – 17. Juli 2014 1 Woche | 1                                      | 5 Seconds of Summer                    | 5 Seconds of Summer                    | – |
| 18. Juli 2014 – 24. Juli 2014 1 Woche | 1                                      | L.I.G.A                                | L.I.G.A                                | – |
| 25. Juli 2014 – 7. August 2014 2 Wochen (insgesamt 17) | 17                                     | Rasmus Seebach                         | Ingen kan love dig i morgen            | – |
| 8. August 2014 – 14. August 2014 1 Woche (insgesamt 2) | 2                                      | Eric Clapton & Friends                 | The Breeze                             | – |
| 15. August 2014 – 28. August 2014 2 Wochen (insgesamt 17) | 17                                     | Rasmus Seebach                         | Ingen kan love dig i morgen            | – |
| 29. August 2014 – 4. September 2014 1 Woche (insgesamt 2) | 2                                      | Eric Clapton & Friends                 | The Breeze                             | – |
| 5. September 2014 – 18. September 2014 2 Wochen | 2                                      | Tina Dickow                            | Whispers                               | Zum fünften Mal seit 2005 steht die Sängerin aus Aarhus an der Spitze der dänischen Albumcharts. Im deutschsprachigen Raum, wo sie als Tina Dico bekannt ist, ist Whispers ihr erfolgreichstes Album.      |
| 19. September 2014 – 25. September 2014 1 Woche | 1                                      | Suspekt                                | V                                      | Das fünfte Album der Hip-Hop-Gruppe aus Kopenhagen ist ihr zweites Nummer-eins-Album in Folge. |
| 26. September 2014 – 2. Oktober 2014 1 Woche | 1                                      | Joey Moe                               | Joey                                   | Bereits zwei Nummer-eins-Lieder hat der R&B- und Popsänger vorzuweisen, mit dem siebten Album seit 2006 schafft er es erstmals auch in den Albumcharts auf den Spitzenplatz.                               |
| 3. Oktober 2014 – 30. Oktober 2014 4 Wochen | 4                                      | Leonard Cohen                          | Popular Problems                       | – |
| 31. Oktober 2014 – 6. November 2014 1 Woche | 1                                      | Rasmus Walter                          | Verden i stå                           | – |
| 7. November 2014 – 13. November 2014 1 Woche | 1                                      | Kandis                                 | Kandis 16                              | Die Dansband, die ihre Alben konsequent durchnummeriert, steht zum vierten Mal seit 2001 auf Platz 1. Im Jahr zuvor hatten sie ihr 25-jähriges Jubiläum gefeiert, allerdings nur mit einem Nummer-3-Album. |
| 14. November 2014 – 20. November 2014 1 Woche | 1                                      | Lars H. U. G.                          | 10 sekunders stilhed                   | Fast genau zehn Jahre sind vergangen seit dem letzten Charteintritt des Rockmusikers aus Kopenhagen. Zuvor war seine beste Platzierung Nummer zwei.                                                        |
| 21. November 2014 – 27. November 2014 1 Woche | 1                                      | Pink Floyd                             | The Endless River                      | – |
| 28. November 2014 – 11. Dezember 2014 2 Wochen | 2                                      | One Direction                          | Four                                   | – |
| 12. Dezember 2014 – 8. Januar 2015 4 Wochen | 4                                      | AC/DC                                  | Rock or Bust                           | – |

## Jahreshitparaden
| ← 2013 ← | Liste der Nummer-eins-Hits in Dänemark | Liste der Nummer-eins-Hits in Dänemark            | Liste der Nummer-eins-Hits in Dänemark | 2015 →   |
| \| Singles \| Position# \| Alben \| \| ------------------------------------------------------------------------------------------------------------------------------------ \| --------- \| ------------------------------------------------- \| \| All of Me John Legend John Stephens, Toby Gad \| 1 \| Ingen kan love dig i morgen Rasmus Seebach \| \| Happy Pharrell Williams Pharrell L. Williams \| 2 \| Melodi Grand Prix 2014 (Verschiedene Interpreten) \| \| Jalousi Medina Musik: Thor Nørgaard, Mads Møller, Theis Andersen; Text: Medina Valbak \| 3 \| Four One Direction \| \| Waves Mr. Probz Dennis Stehr, Jihad Rahmouni \| 4 \| In the Lonely Hour Sam Smith \| \| I See Fire Ed Sheeran Edward Christopher Sheeran \| 5 \| Rock or Bust AC/DC \| \| Happy Home Hedegaard Musik: Rasmus Hedegaard; Text: Lukas Forchhammer \| 6 \| × Ed Sheeran \| \| Million Joey Moe Kasper Larsen, Ole Brodersen, Joey Moe \| 7 \| Popular Problems Leonard Cohen \| \| Rather Be Clean Bandit feat. Jess Glynne Nicole Monique Justina Marshall, Jimmy Napes, Jack Robert Patterson, Grace Elizabeth Chatto \| 8 \| Told You So Christopher \| \| Twerk It like Miley Brandon Beal feat. Christopher Musik: Rasmus Hedegaard; Text: Brandon Beal, Christopher Nissen \| 9 \| Whispers Tina Dickow \| \| Stay with Me Sam Smith James John Napier, William Edward Phillips, Samuel Frederick Smith, Jeff Lynne, Tom Petty \| 10 \| The Endless River Pink Floyd \| |                                        |                                                   |                                        |          |
| ← 2013 |                                        |                                                   |                                        | → 2015 → |
| Singles | Position#                              | Alben                                             |                                        |          |
| All of Me John Legend John Stephens, Toby Gad | 1                                      | Ingen kan love dig i morgen Rasmus Seebach        |                                        |          |
| Happy Pharrell Williams Pharrell L. Williams | 2                                      | Melodi Grand Prix 2014 (Verschiedene Interpreten) |                                        |          |
| Jalousi Medina Musik: Thor Nørgaard, Mads Møller, Theis Andersen; Text: Medina Valbak | 3                                      | Four One Direction                                |                                        |          |
| Waves Mr. Probz Dennis Stehr, Jihad Rahmouni | 4                                      | In the Lonely Hour Sam Smith                      |                                        |          |
| I See Fire Ed Sheeran Edward Christopher Sheeran | 5                                      | Rock or Bust AC/DC                                |                                        |          |
| Happy Home Hedegaard Musik: Rasmus Hedegaard; Text: Lukas Forchhammer | 6                                      | × Ed Sheeran                                      |                                        |          |
| Million Joey Moe Kasper Larsen, Ole Brodersen, Joey Moe | 7                                      | Popular Problems Leonard Cohen                    |                                        |          |
| Rather Be Clean Bandit feat. Jess Glynne Nicole Monique Justina Marshall, Jimmy Napes, Jack Robert Patterson, Grace Elizabeth Chatto | 8                                      | Told You So Christopher                           |                                        |          |
| Twerk It like Miley Brandon Beal feat. Christopher Musik: Rasmus Hedegaard; Text: Brandon Beal, Christopher Nissen | 9                                      | Whispers Tina Dickow                              |                                        |          |
| Stay with Me Sam Smith James John Napier, William Edward Phillips, Samuel Frederick Smith, Jeff Lynne, Tom Petty | 10                                     | The Endless River Pink Floyd                      |                                        |          |